# Bhawan Bahadur Nagar
Bhawan Bahadur Nagar là một thị xã và là một nagar panchayat của quận Bulandshahr thuộc bang Uttar Pradesh, Ấn Độ.

## Nhân khẩu
Theo điều tra dân số năm 2001 của Ấn Độ, Bhawan Bahadur Nagar có dân số 9327 người. Phái nam chiếm 53% tổng số dân và phái nữ chiếm 47%. Bhawan Bahadur Nagar có tỷ lệ 60% biết đọc biết viết, cao hơn tỷ lệ trung bình toàn quốc là 59,5%: tỷ lệ cho phái nam là 72%, và tỷ lệ cho phái nữ là 46%. Tại Bhawan Bahadur Nagar, 15% dân số nhỏ hơn 6 tuổi.